# Loxorhombia
Loxorhombia es un género de polillas monotípico perteneciente a la familia Geometridae, descrito por primera vez en 1894.  Su única especie, Habermania idea, descrita por el lepidopterólogo inglés Charles Swinhoe en 1890, se encuentra con distribución endémica en Birmania.

## Descripción
Loxorhombia idea es una polilla mediana con una envergadura de 42 milímetros (1,7 plg) y de color marrón grisáceo. Cuenta con marcas pálidas en las alas y bordes parcialmente oscuros. El ala anterior es corta, aunque con un ápice finamente desarrollado, la costa sin teñir y con una mancha al final de la celda. La venación del ala anterior tiene gran parecido con Abraxaphantes del que difiere en que el pedúnculo de las dos primeras líneas subcostales se anastomosa con el del margen costal, y la segunda línea subcostal se anastomosa posteriormente con la tercera y el cuarta vena, M1 separado de R3.: Notas 1  El ala posterior cuenta con líneas oblicuas pálidas y oscuras.
El palpo es recto y delgado, la segunda articulación escamosa y se extiende mucho más allá de la frente y una tercera articulación lisa, puntiaguda y alargada. La antena es bipectinada hasta tres cuartos de su longitud, las pectinaciones largas, decreciendo en longitud distal. Patas bastante largas y delgadas, todos los espolones presentes, bastante desiguales. 